# When In Manila
«When In Manila» (рус. «Когда в Маниле») — филиппинский сайт, представляющий собой онлайн-путеводитель по метро, посвящённый Маниле и Филиппинам. Он был основан Винсом Голангко (Vince Golangco) 1 сентября 2009 года. На сайте публикуются новости, обзоры и информация о еде, культуре, музыке, моде, путешествиях и других темах, связанных с образом жизни на Филиппинах и в Маниле.
Сайт «When In Manila» находится в частной собственности. С момента запуска он получил ряд наград.

## История
«When In Manila» (предлог намеренно написан с заглавной буквы «чтобы передать его миссию в качестве путеводителя по метро, подчёркивающего последние тенденции и события в образе жизни»), создатель Винс Голангко, после учёбы и работы в США, путешествовал по миру и поселился на Филиппинах, потому что он влюбился в эту страну. Изначально он запустил «When In Manila» как видеоблог с четырьмя сотрудниками: автором текстов (Golangco), двумя видеооператорами и веб-мастером. Вскоре работающая над сайтом группа поняла, что большую часть своего времени они тратят на создание видеоконтента, но их видео не набирают столько просмотров, сколько их статьи. Вместо этого они начали сосредотачиваться на текстовом содержании. «На самом деле мы арендовали большую дорогую камеру за 10 000 фунтов стерлингов в день и пытались втиснуть как можно больше времени на съёмку. Затем однажды я был в ресторане, который хотел показать, и не было моей команды со мной, так что Я просто снял на камеру плохое видео, и этот видеоролик набрал больше просмотров, чем наши профессиональные видео», — заметил Голангко.
5 июля 2013 года сайт «When In Manila» получил награду за лучший фотоблог / микроблог на церемонии вручения наград Tatt Awards, и в результате хэштег #wheninmanila стал трендом в Твиттере Филиппин до следующего утра из-за того, что пользователи сети писали и ретвитили новости. Позже выяснилось, что это было запланировано их консультантом по цифровым медиа.
По данным на август 2013 года, у «When In Manila» более 350 000 посетителей в месяц и более 1 миллиона подписчиков в социальных сетях. По данным Philippine Daily Inquirer, Alexa.com оценивает «When In Manila» как 3-й по популярности путеводитель по метро на Филиппинах.

## Содержание
Содержание статей, опубликованных «When In Manila», сгруппировано по следующим разделам: новости и особенности, еда и рестораны, ночная жизнь и события, путешествия и приключения, образ жизни и места, мода и красота. Редакционный тон — «позитивный». Материалы сайта «When In Manila» написаны в неформальном стиле.

## Награды
- Digital Filipino — новый влиятельный блог № 1[3] (2010 год)
- Unilever / Sooo Pinoy — лучший блогер о еде — Мэй Илаган[4]] (2012 год)
- Ротари-клуб Манилы — Награда за туризм — Винс Голангко[5] (2012 год)
- Tatt Awards — Лучший фотоблог / микроблог[6](2013 год)